# 破曉晨鐘
破曉晨鐘（英文：DAYBREAK'S BELL）是彩虹樂團的第32張單曲。2007年10月10日發行。

## 簡介
彩虹樂團於2007年的第3張單曲，5個月連續發行的作品之一。
台灣推出之台壓版由台灣索尼音樂發行，啟用中文正式名稱為「破曉晨鐘」。
第19張冠軍單曲，2007年日本動畫主題曲CD中銷售量最高的1張。

## 收錄曲目
1. 破曉晨鐘 / L'Arc〜en〜Ciel
日本動畫『機動戰士鋼彈00』（第1季）（第1話～第13話）主題曲，第1季的第25話（最終話）、第2季的第25話（最終話）作為片尾曲使用。
2. 夏之憂鬱 [SEA IN BLOOD 2007] / P'UNK～EN～CIEL
3. 破曉晨鐘 (hydeless version)
4. 夏之憂鬱 [SEA IN BLOOD 2007] (TETSU P'UNKless version)

## 收錄專輯
原創專輯
- 『KISS』

精選輯
- 『TWENITY 2000-2010』

翻唱專輯
- 『P'UNK IS NOT DEAD』

## 資料來源
1. ↑  . KKBOX. 2007-10-12  [2021-01-03].
2. ↑  . 遠傳電信. 2009-04-17  [2021-01-03].
3. ↑  . 台灣全民廣播電台. 2013-10-01  [2021-01-03]. （原始内容存档于2021-01-03）.
4. ↑  . 中華電信.   [2021-01-03]. （原始内容存档于2021-01-03）.
5. ↑  . 台灣索尼音樂. 2007-10-12  [2021-01-03]. （原始内容存档于2021-01-03）.